# Norandino e Lucina scoperti dall'Orco
Norandino e Lucina scoperti dall'Orco è un dipinto eseguito da Giovanni Lanfranco. Si trova conservato nella Galleria Borghese di Roma.

## Storia
La tela venne dipinta da Giovanni Lanfranco su commissione del cardinale Scipione Borghese, che intendeva collocarla nella Villa Mondragone, situata nel territorio dell'odierno comune di Monte Porzio Catone e da lui acquistata nel 1613. Per quanto riguarda la datazione, questa è stata oggetto di un lungo dibattito tra gli studiosi: Salerno e Posner la fissarono intorno al 1605, mentre Della Pergola la collocava al 1615, vedendola più simile allo stile dell'affresco Ercole, Nesso e Dejanira del palazzo Costaguti, risalente al 1630 circa. Schleier ne propose la datazione tra il 1619 e il 1621, un periodo successivo alla decorazione della loggia delle Benedizioni della basilica di San Pietro in Vaticano.
Il dipinto venne citato da Giovanni Pietro Bellori e Giovanni Battista Passeri, i due biografi principali del pittore parmense, ma Bellori confuse l'episodio col mito greco di Ulisse e Polifemo, mito che ispirò Ludovico Ariosto per l'opera letteraria dal quale il quadro è appunto tratto. Nel 1677 fu descritto da Sebastiano Resta, che confuse anch'egli il soggetto con quello tratto dall'Odissea e scambiò la tela per un quadro di Annibale Carracci. L'opera venne poi trasferita nel palazzo Borghese, nel quale è documentata dal 1693, e vi rimase fino al 1902, dopodiché passò alla galleria Borghese.

## Descrizione
L'opera è ispirata a un episodio dell'Orlando furioso di Ludovico Ariosto, in cui il re siriano Norandino e la sua sposa Lucina, sopravvissuti a un naufragio, devono a lungo fronteggiare un orco cieco, dopo essere approdati nell'isola in cui il mostro vive. Il passo illustrato dall'artista è quello con l'orco che grazie al suo fiuto cattura per la seconda volta Lucina, fuggita dalla caverna in cui era stata rinchiusa, come si vede nella parte destra del dipinto. A sinistra invece è rappresentato Norandino che riesce a mettersi in salvo.
La scena è ambientata all'aperto, in un paesaggio che lo studioso Schleier definì "neoannibalesco" (riferendosi ad Annibale Carracci). In basso al centro si trova il gregge dell'orco, mentre sullo sfondo sono visibili i compagni di Norandino che fuggono dopo essersi mimetizzati tra gli ovini tramite pelli di pecora. La torsione del busto del re ricorda quella di Aman nell'affresco della Punizione di Aman, dipinto da Michelangelo Buonarroti su uno dei pennacchi della cappella Sistina.